# ترافيس كول
ترافيس كول (بالإنجليزية: Travis Cole)‏ هو لاعب كرة قدم أمريكية أمريكي، ولد في 14 يونيو 1979 في ليك أوسويغو في الولايات المتحدة.